# Yangge

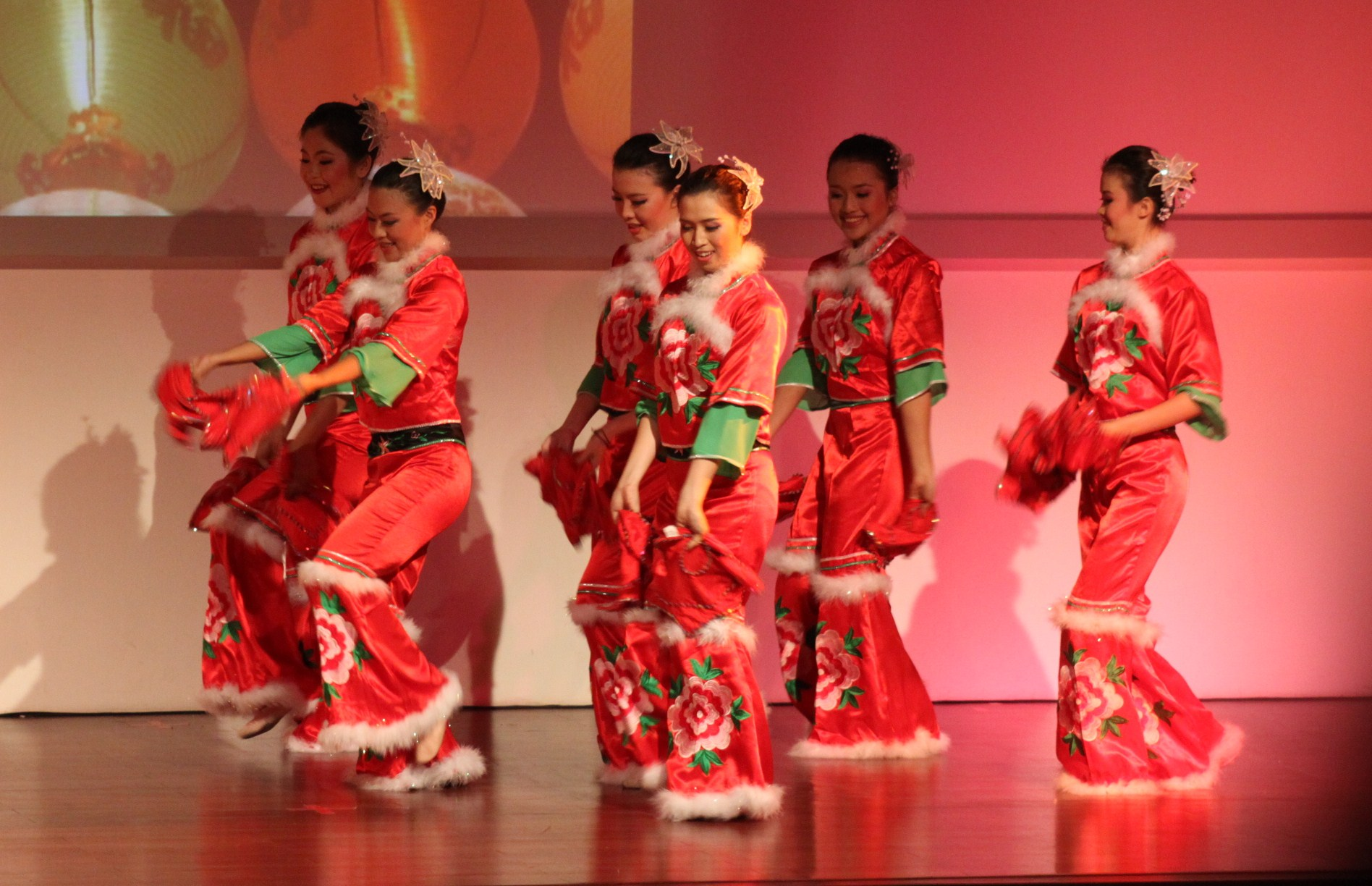
Spectacle de danse traditionnelle yangge par le Groupe de Danse Papillon de Rêve (蝶梦舞团) à l'Université Binus

Le yangge est une forme de danse traditionnelle chinoise développée à partir d'une danse connue sous la dynastie des Song comme musique de Village (cuntian yue 村田樂). Il est très apprécié dans les campagnes et les villes du nord de la Chine, en particulier par les personnes âgées, et est l'une des formes les plus représentatives des arts populaires. Des foules de gens sortent dans la rue le soir et dansent ensemble en ligne ou en cercle.
Certains danseurs s'habillent de costumes rouges, verts ou colorés et utilisent généralement un ruban de soie rouge autour de la taille. Ils se balancent sur une musique de tambours, hautbois et gongs. Des spectateurs peuvent se joindre aux danseurs. Certains danseurs utilisent des accessoires comme le yaogu (en), l'éventail de danse, le faux âne ou une litière. Dans différentes régions, le yangge est exécuté dans différents styles, mais tous les genres expriment une idée de bonheur.
Dans les années 1940, le parti communiste chinois lance le nouveau mouvement yangge où la danse est adoptée comme moyen de rallier le soutien de la population rurale. La danse est simplifiée en une figure de trois pas rapides en avant, suivi d'un pas en arrière et d'une pause, avant répétition de la série. Cette version de la danse incorpore des éléments socialistes, par exemple le chef du groupe de danseurs tient une faucille au lieu d'un parapluie, et elle est également connue sous le nom de « yangge de lutte » ou « yangge de réforme »,.

## Yangge de lutte/réforme et le Parti communiste chinois
Le nouveau yangge de lutte a ses racines dans le rite folklorique traditionnel yangge qui est pratiqué dans les régions rurales du nord de la Chine avant l'invasion japonaise de 1937. Ce rite folklorique est performatif et est souvent associé aux célébrations du Nouvel An, incorporant des danses animées, des costumes criards et de la musique forte. La troupe de danse est dirigée par un danseur dirigeant connu sous le nom de santou (tête de parapluie) et se compose de danseurs, allant de quelques dizaines à plus d'une centaine de danseurs. Des pièces simples sont jouées durant la danse, traitant principalement la vie quotidienne dans la Chine rurale. Les chants qui accompagnent le rite folklorique sont des conversations entre jeunes hommes et femmes sur l'amour ou des salutations et félicitations, et les mouvements basculant des danses sont généralement sexuellement suggestifs.
Le yangge de lutte qui est popularisé par le parti communiste chinois (PCC) en milieu urbain de 1949 à 1951 est un instrument politique utilisé pour communiquer les idéaux socialistes du PCC au peuple. En fait, la danse limite la liberté artistique et l'improvisation avec des directives spécifiques auxquelles la danse doit adhérer, notamment : l'interdiction pour les artistes masculins de s'habiller en femmes ; l'élimination de tout geste aguicheur ou érotique ; l'interdiction de représentation de fantômes, de divinités, de moines bouddhistes et de prêtres taoïstes (éléments courants dans le yangge rural) ; l'élimination de vulgarités ou de représentations négatives de la classe ouvrière dans les danses, et l'interdiction aux danseurs de porter un maquillage excessif. La puissance du yangge de lutte vient de la simplicité et de la visibilité de la danse, visant à atteindre un public de plus en plus large. Contrairement au yangge rural avec ses schémas de danse complexes et vastes, le yangge de lutte utilise des mouvements de danse plus simples tels que Double Cœur de Chou (un mouvement en spirale) et Dragon Ondule sa Queue (un mouvement serpentin) pour, comme le dit un danseur yangge, « manifester une humeur exubérante et inviter le plus de personnes possible à partager la joie » .
Le but du yangge de lutte est de raconter une histoire sur le succès des développements du PCC, sur la façon dont les communistes arrivent au pouvoir, sur la vaillance et la force de l'Armée Populaire de Libération, le soutien indéfectible du peuple chinois, la direction juste du PCC, et le brillant avenir socialiste de la Chine. L'histoire est racontée en trois performances musicales, composées de chants et de danses, avec la production de ces performances dans l'ordre chronologique pour obtenir un impact maximum. Le premier est Le Grand Yangge de la célébration de la Libération (Qingzhu jiefang da yangge 庆祝解放大秧歌), qui raconte la guerre de libération des nationalistes. La deuxième pièce était La Grande Représentation musicale de Vive la victoire du peuple (Renmin shengli wansui da gewu 人民胜利万岁大歌舞), qui illustre le souvenir de la victoire du peuple dans la révolution. La dernière représentation musicale est Le Grand Yangge de la construction de la patrie (Jianshe zuguo da yangge 建设祖国大秧歌), qui dépeint la construction d'un nouveau pays socialiste sous la direction du PCC. La production de chaque représentation est élaborée et complexe, avec des spectacles d'une durée de quatre à cinq heures.

## Types
Il existe deux types principaux de yangge. L'un est le Yangge sur Échasses, qui est exécuté sur des échasses, l'autre est le Yangge au Sol qui est plus courant et est exécuté sans échasses. Une autre version du yangge est la pièce de village, dont une anthologie est publiée par Sidney D. Gamble (en) en 1970, basée sur des transcriptions faites par Li Jinghan dans le cadre des enquêtes de l'expérience Ding Xian (en) dans les années 1930.
Le yangge dramatique, ou opéra yangge (yangge ju 秧歌剧) consiste généralement en un quatrain de sept strophes ou de phrases longues et courtes. Un exemple est la pièce fondatrice de l'Opéra national de Chine (en) lorsqu'il est fondé à Yan'an en 1942, qui est avec une représentation d'un drame de Yangge Frères et Sœurs ouvrent les terres désolées (Qiongmei kai huang 兄妹开荒). Le yangge doit quelque chose au drame parlé huaju 話劇 normal, mais avec l'ajout de la danse et des chansons.

## Variantes régionales

### Shaanxi du nord
La danse peut être en grands groupes d'une douzaine à cent personnes, ou en groupes de deux ou trois personnes. Les danseurs se déplacent d'un endroit à l'autre, visitant différentes parties de la ville. Le chef du cortège de danseurs s'appelle le santou ou « parapluie » qui brandit un parapluie pour diriger le mouvement du groupe. Il chante aussi, généralement de manière improvisée, tandis que les autres répétent sa dernière ligne. Divers personnages peuvent apparaître dans le cortège, comme les deux personnages de bande dessinée Moine à Grosse Tête et Liu Cui (柳翠), et les Huit Immortels. La procession suit d'abord le santou en une seule file pour former un grand cercle simple, puis forme ensuite d'autres motifs plus complexes.

### Shandong
Le yangge du Shandong est considéré comme la forme la plus pure du yangge. Il existe trois grands types de yangge dans la province du Shandong : le yangge de Haiyang, le yangge de Jiaozhou et le yangge guzi (鼓子 « tambour »). Dans le yangge guzi, chaque danseur joue l'un de cinq rôles - « Parapluie », « Tambour », « Bâton », « Fleur » ou « Clown » - les trois premiers sont nommés d'après les accessoires que tient le danseur, tandis que le quatrième fait référence à une femme danseuse.

### Liaoning
Au Liaoning et à Pékin, une forme populaire est le yangge sur échasses où les danseurs se produisent sur des échasses. Il existe de nombreux types de yangge sur échasses, par exemple le « Jietang » est une danse de groupe exécutée dans la rue ; le « Jiaxiang » comprend la formation d'une pyramide de différentes poses; le « Dachang » est une danse de groupe exécutée dans un grand espace en plein air; et « Xiaochang » est caractérisé par son histoire d'amour.

### Nord-est de la Chine
Les interprètes du yangge mandchou dans le nord-est de la Chine portent généralement des vêtements mandchous traditionnels de la région. Le mouvement est libre et rapide, imitant la valeur d'une tribu excellant dans l'équitation et le tir.